# 新島実
新島 実（にいじま みのる, 1948年 - ）は日本のグラフィックデザイナー。東京都出身。米国エール大学大学院修了。同大学にてポール・ランド（Paul Rand）からグラフィックデザインとタイポグラフィを学んだ。武蔵野美術大学視覚伝達デザイン学科教授。AGI（国際グラフィックデザイン連盟）会員。

## 主な受賞
- '90年 全米大学出版局協会デザイン賞
- '96年 カタログ・ポスター展通産大臣賞
- ラハチポスタービエンナーレ
- 世界ポスタートリエンナーレ・トヤマ
- ワルシャワポスタービエンナーレ
- メキシコポスタービエンナーレ

## 著書・共著
- 教科書執筆 『商業デザイン（商業技術）』 実教出版株式会社 '02年（共著）
- 教科書監修 『グラフィックデザイン基礎』 武蔵野美術大学出版局 '05年